# Wolfgang Pagenstecher
Wolfgang Pagenstecher (* 16. März 1880 in Elberfeld; † 26. Dezember 1953 in Düsseldorf) war ein deutscher Landschafts-, Tier- und Porträtmaler der Düsseldorfer Schule und Heraldiker.

## Leben

Gemälde von Wolfgang Pagenstecher: Pferd; Öl auf Karton

Wolfgang Pagenstecher war der dritte Sohn des Sanitätsrates Friedrich August Pagenstecher (* 1843) und dessen Frau Anna Elisabeth Freiin von Hurter (* 1857). Der Arzt und Abgeordnete Heinrich Carl Alexander Pagenstecher war sein Großvater.
1898 begann er ein Kunststudium an der Kunstakademie Düsseldorf bei den Professoren Ernst und Fritz Roeber, Peter Janssen d. Ä. und Wilhelm Spatz. Dort wurde er später Assistent. Der weitere Ausbildungsweg führte ihn 1909 nach Florenz, wo er aufgrund eines Stipendiums des preußischen Kultusministeriums zusammen mit Emil Frische und Hans Deiker ein Jahr in Friedrich Klein-Chevaliers Villa Marmagliano verbrachte. Später besuchte er Dresden, Paris und München. Anlässlich des Firmenjubiläums der Friedrich Krupp AG im Jahr 1912, zu dem auch Kaiser Wilhelm II. erschien, war Pagenstecher unter der Leitung der Düsseldorfer Akademieprofessoren Ludwig Keller und Claus Meyer neben Carl Boppo und Georg Hader an Entwurf und Ausführung einer mittelalterlichen Ritterfestspiel-Dekoration beteiligt. Pagenstecher entwarf hierzu Turnierzeug und Waffen.

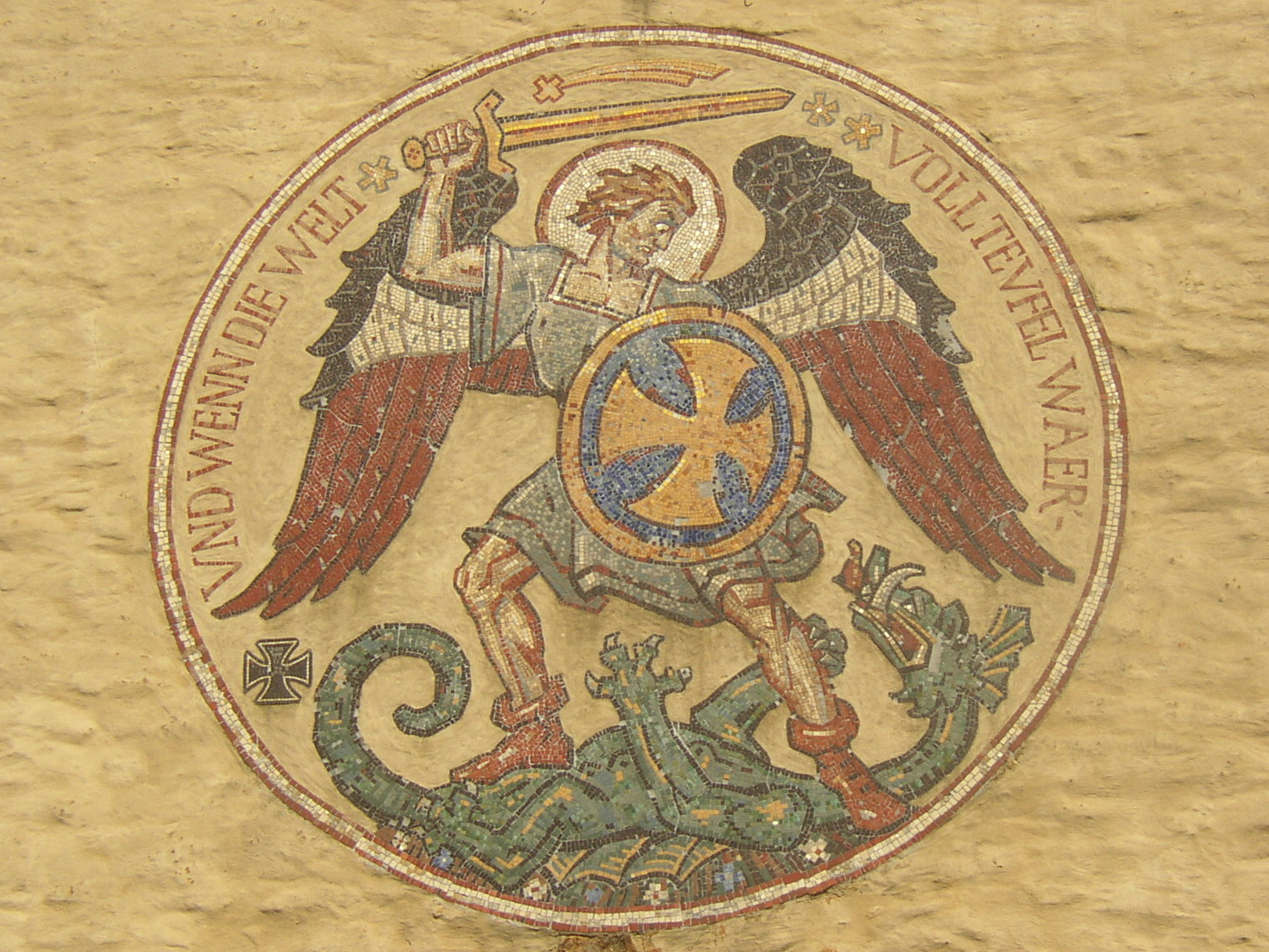
Heiliger Michael, 1922, Dorfkirche Steinhagen

Ab 1914 nahm er als Leutnant der Reserve des Füsilier-Regiments „Königin“ (Schleswig-Holsteinisches) Nr. 86 am Ersten Weltkrieg teil. Er wurde schwer verletzt und geriet 1914 in der Marneschlacht als Oberleutnant und Kompanieführer in französische Kriegsgefangenschaft, die er in Bordeaux verbrachte. Nach dem Weltkrieg begann er Auftragswappen zu entwerfen. Seinem heraldischen Interesse verlieh er 1926 auch in Malereien für einen „Rittersaal“ auf der GeSoLei Ausdruck. Als Vorsitzender engagierte er sich im Düsseldorfer Verein für Familienkunde (1923). Im Zuge seiner Wappenforschung betrieb er außerdem Familienforschung und stellte Toten- und Gedenktafeln für Angehörige seines Geschlechts her. Als Kriegerdenkmal für Gefallene des Ersten Weltkriegs gestaltete er 1922 den „Steinhagener Michael“, das Mosaik des Heiligen Michael am Turm der evangelischen Dorfkirche von Steinhagen (Westfalen). Pagenstecher betätigte sich auch als Bildnismaler. So ließ sich der Düsseldorfer Oberbürgermeister Adalbert Oehler von ihm für die Galerie Düsseldorfer Bürgermeisterporträts im Rathaus Düsseldorf porträtieren.
Pagenstecher entwarf und zeichnete zahlreiche Wappen, für Wappenbücher, private Personen sowie Städte, Gemeinden und andere Gebietskörperschaften. Besonders bekannt sind das 1926 von ihm umgestaltete Wappen der Rheinprovinz und das 21 Jahre später entworfene Wappen Nordrhein-Westfalens. Für den Staatsthron des abessinischen Kaisers Haile Selassie entwarf er ein stilisiertes Löwenpaar. Außerdem stellte er eine große Kollektion von Siegeln zusammen. Seine Sammlung, die etwa 13.000 Zeichnungen von Wappen und Siegeln umfasst, befindet sich heute im Landesarchiv Nordrhein-Westfalen in Duisburg. Ein weiterer Teil seines Nachlasses befindet sich im Stadtarchiv Neuss (Signatur D.04.P.03).
Der Bergische Geschichtsverein verlieh ihm 1925 die Ehrenmitgliedschaft. Auf eigenen Wunsch wurde er in Warendorf beigesetzt, dem Ursprungsort seiner Familie.

## Werke
- mit Edmund Strutz: Bergische Wappen. Verlag für Sippenforschung und Wappenkunde C. A. Starke, Görlitz 1924.
- Eine Instandsetzung des Inventars des Domes in Kaiserswerth im Jahre 1789. In: Düsseldorfer Jahrbuch 42. Düsseldorf 1940, S. 273–275.
- Burggrafen- u. Schöffensiegel von Kaiserswerth. Mit 27 Siegel- und Signettafeln. In: Düsseldorfer Jahrbuch 44. Düsseldorf 1947, S. 117–154.
- Die Entstehungsgeschichte des Hildener Stadtwappens. In: Heinrich Strangmeier (Hrsg.): Hildener Jahrbuch. 1945/1946, Peters, Hilden 1950.
- mit Otto Korn: Rheinisches Siegel- und Urkundenbuch. Stadt Brühl (Hrsg.), Brühl 1952.